# Palma (ornament)

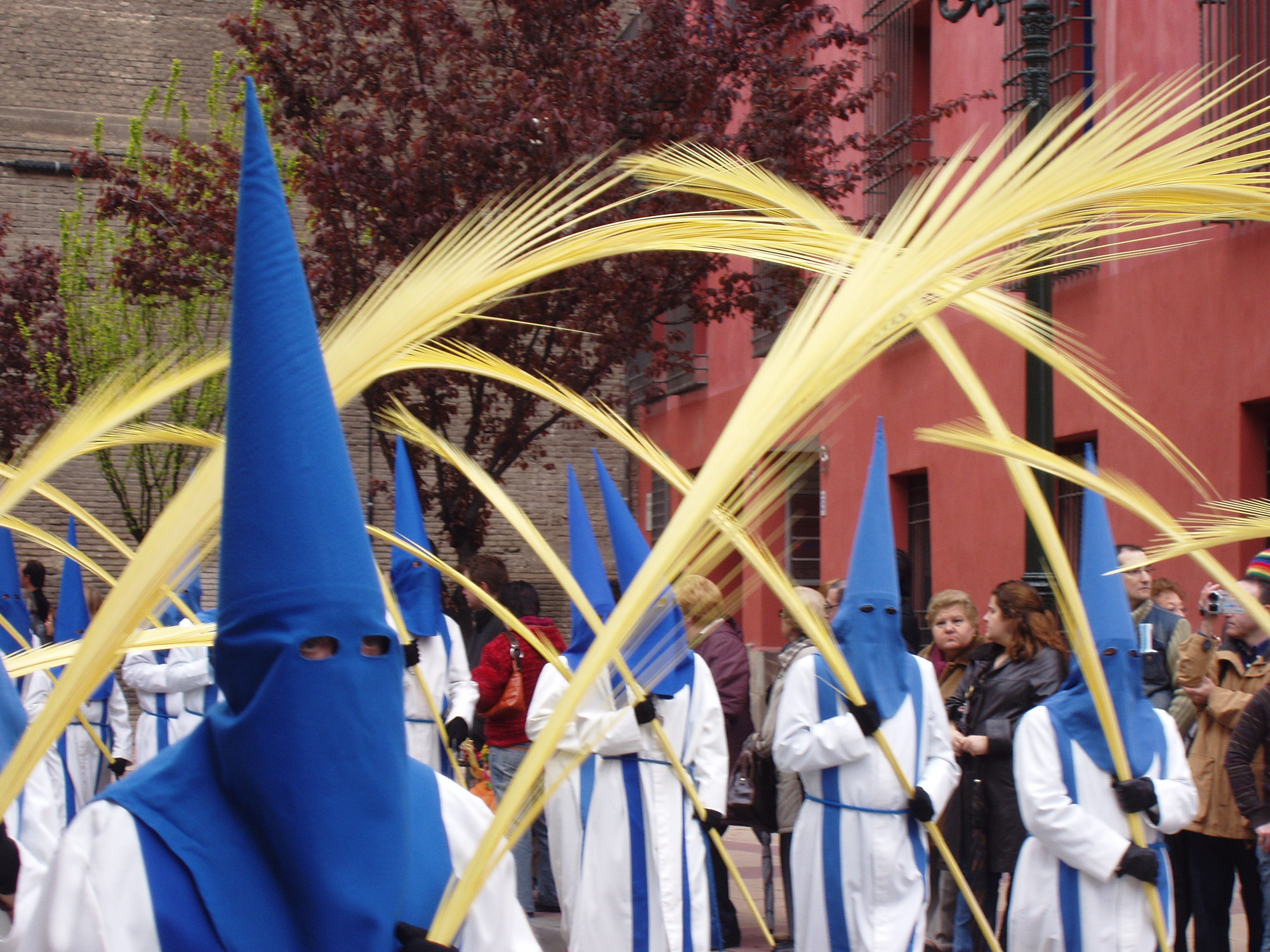
Palmons a la celebració del Diumenge de Rams a Saragossa

Palmes com a ornament de la cimera de l'escut de Tortosa

La palma tradicional és la fulla de la palmera engroguida i després treballada amb tècniques de cistelleria. Una fulla llarga només engroguida és un palmó. S'engrogueixen a l'arbre privant-les de l'acció de la llum.
Palmes i palmons s'usen per a commemorar l'entrada triomfal de Jesús a Jerusalem a les celebracions del Diumenge de Rams.
És tradició que les nenes portin palmes trenades, formant dibuixos i carregades de caramels. Quan creixen porten el mateix que els nens, el palmó, i és costum picar el peu d'aquest a terra. Les palmes i palmons es decoraven amb llaminadures en forma de rosaris i figuretes de colors blanc i rosa fetes de sucre. Tradicionalment eren els padrins els qui regalaven les palmes i palmons als fillols. Sovint els adults porten fulles petites de palma o de llorer més discretes.
A aquest acte, calia anar-hi ben mudat, i estrenar roba aquest dia ha estat una tradició ben vigent fins fa uns anys.
A altres llocs d'Europa, com a Polònia i Lituània, també es fan servir palmes decorades a les celebracions del Diumenge de Rams.

## Venda de palmes
A algunes ciutats hi ha mercats que obren poc abans del Diumenge de Rams per a vendre palmes, palmons i llorer per a la celebració. Uns dels més coneguts és el Mercat del Ram de Vic, Osona.

## Figura heràldica
La palma és també una figura heràldica habitual que simbolitza la victòria i la pau, però que pot indicar també el martiri. Una o dues palmes col·locades com a ornaments exteriors de l'escut d'una vila o ciutat poden indicar els setges (i per tant el martiri) a què ha estat sotmesa la localitat. La palma també acostumava a afegir-se als escuts heràldics de qui havia mostrat una gran resistència durant la batalla. La corona amb palmes està formada per una corona d'or a l'antiga amb dues palmes de sinople passades en sautor enfilades dins la corona.

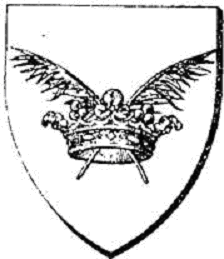
Corona amb palmes
Escut de la Palma d'Ebre, amb la palma com a senyal parlant
Escut de la Guingueta d'Àneu, amb la palma com a símbol del martiri de sant Julià, patró d'Unarre
Escut de Vielha e Mijaran, amb palmes com a ornament exterior